# Sławkowo (powiat mławski)
Sławkowo – wieś sołecka w Polsce położona w województwie mazowieckim, w powiecie mławskim, w gminie Szreńsk.
| SIMC    | Nazwa   | Rodzaj    |
| ------- | ------- | --------- |
| 1055799 | Kraśnik | część wsi |

W latach 1975–1998 miejscowość należała administracyjnie do województwa ciechanowskiego.